# Bugs contro Daffy: guerra tra star di video musicali
Bugs contro Daffy: guerra tra star di video musicali (Bugs vs. Daffy: Battle of the Music Video Stars) è uno speciale televisivo d'animazione dei Looney Tunes scritto e diretto da Greg Ford e Terry Lennon, prodotto dalla Warner Bros. Animation e trasmesso sulla CBS il 21 ottobre 1988. La storia ruota attorno a due stazioni televisive in competizione che mostrano video musicali dei classici cortometraggi Looney Tunes. Le stazioni sono gestite da Bugs Bunny (CONIVGLIO) e Daffy Duck (KPUT).
Fu uno dei primi speciali prodotti dalla Warner Bros. in cui la nuova animazione fu inchiostrata e dipinta sia in modo tradizionale che digitale. È stato anche il primo speciale televisivo dei Looney Tunes ad essere trasmesso in stereo, ad eccezione delle clip dai cartoni classici. Come per gli altri cartoni diretti da Ford e Lennon, la colonna sonora non fu composta appositamente, ma fu riutilizzata musica preesistente da vecchi cortometraggi composta da Carl Stalling e Milt Franklyn.

## Trama
Bugs e Daffy sono due VJ rivali che gestiscono due stazioni televisive di video musicali. Quella di Bugs, di nome CONIVGLIO, ha sede in città e gode di ottimi ascolti, mentre quella di Daffy, di nome KPUT, ha sede in un bosco e ha un'audience minore. Daffy non capisce come mai la rete del suo rivale abbia più successo ed è incapace di proporre una programmazione più appetibile. Le due reti, nel frattempo, vengono viste sulla TV della misteriosa famiglia Nielsen, che fa zapping tra una rete e l'altra. I due rivali arrivano anche a usare dei disturbatori di frequenze per sabotarsi a vicenda, ma dopo una serie di video a tema festivo, a Daffy viene consegnato il rapporto sugli ascolti della famiglia Nielsen da cui capisce che il suo programma verrà cancellato. Ma mentre si chiede chi sia la famiglia Nielsen, quest'ultima cambia canale passando a CONIVGLIO, in cui Bugs ringrazia i suoi spettatori e in particolare i Nielsen, che si rivelano essere una numerosa famiglia di conigli. Bugs chiude il programma con una massima: "Avere molti parenti a volte è un bel vantaggio".

## Clip utilizzate
- Robot antipeste (clip audio di "In Old Indiana" con nuova animazione)
- La proprietà in comune ("Home on the Range", "I Can't Get Along, Little Dogie")
- L'ultimo dei Do-do ("Sunrise in Nutzville")
- Che succede amico? ("What's Up, Doc?")
- Il porcellino pittore ("Oh, People Call Me Daffy")
- Those Were Wonderful Days ("Those Were Wonderful Days")
- Shake Your Powder Puff ("Shake Your Powder Puff")
- Bosko's Picture Show ("We're in the Money")
- Yankee Doodle Daffy ("We Watch the Skyways", "Boom-Chicky-Boom")
- L'abominevole cacciatore delle nevi ("Let's Rub Noses Like the Eskimoses")
- Il povero pesciolino di Porky ("Porky's Fish Store")
- Trattato di pace ("Would You Like To Take a Walk?")
- The Fifth-Column Mouse ("We Did It Before")
- Any Bonds Today? ("Any Bonds Today?")
- Scrap Happy Daffy ("We're In to Win")
- Scherzi da coniglio ("The Old Soft Shoe")
- Controcorrente ("Wee Widdle Bird")
- Il circo di Titti ("Pussycat's Parade")
- Pepè sulle Alpi ("Tiptoe Through the Tulips")
- Hai avuto un castello ("Halloween Gavotte")
- Scoprendo l'America ("Columbus Day Rag")
- Le verdi scarpette d'Irlanda ("Irish Jig")
- Guerra d'indipendenza ("Yankee Doodle")
- Daffy Duck, cacciatore d'anatre ("Jingle Bells")

## Personaggi e doppiatori
| Personaggio  | Doppiatore originale |
| ------------ | -------------------- |
| Bugs Bunny   | Mel Blanc            |
| Daffy Duck   | Mel Blanc            |
| Porky Pig    | Mel Blanc            |
| Titti        | Mel Blanc            |
| Yosemite Sam | Mel Blanc            |
| Pepé Le Pew  | Mel Blanc            |
| Silvestro    | Mel Blanc            |
| Coriste      | B. J. Ward           |

## Edizioni home video
In America del Nord lo speciale fu distribuito in VHS nel 1992. Fu poi inserito, in inglese sottotitolato, nel secondo DVD-Video dell'edizione speciale di Space Jam, uscita in America del Nord il 28 ottobre 2003 e in Italia il 21 aprile 2004. Nell'edizione DVD fu censurata una scena della clip di Scrap Happy Daffy in cui appaiono caricature di Adolf Hitler, Benito Mussolini e Hideki Tōjō e tagliata una piccola parte dei titoli di coda; inoltre, la colonna sonora fu remixata alzando il volume della musica delle nuove animazioni (così che i dialoghi sono di difficile comprensione) e aggiungendo nuovi effetti sonori.